# Erytheia
| Chrýsáór zplodil se slavnou rozenkou Ókeanovou Kallirhoou zas Géryonéa o trojí hlavě; tomu pak arci odění svlékl Héraklés silák u matonohých krav prostřed moře, na Erythei, onoho dne, kdy odehnal krávy širokočelé v posvátný Tíryns a překročil brody Ókeanovy, usmrtiv Ortha i pastýře skotu Eurytióna v pochmurné ohradě za slavným tokem Ókeanovým. |
| Theogonia 287-294, překlad Julie Novákové |

Erytheia, starořecky Ἐρυθεία „červený“, je řecký mytický ostrov na dalekém západě kde žil trojhlavý obr Géryonés, se svými stády. Ty mu pomáhal střežit pes Orthos, bratr Kerberův, a pastýř Eurytión. Ukořistění místních stád bylo jedním z úkolů Hérakla, který při jeho plnění zabil jak Géryonea tak Ortha a Eurytióna. Jméno ostrova odkazuje na jeho polohu na místě spojené se západem slunce a soumrakem a toto jméno sdílí s Erytheiou, jeden z Hesperidek.
Ostrov j poprvé je zmiňován v Hésiodově Theogonii v souvislosti s Héraklovým úkolem, dalším pramenem jsou zlomky Stésichorovy básně Géryoneis, která se zaobírá stejným příběhem. Podle té se ostrov nachází naproti pramenům stříbronosné řeky Tartéssos, kterou je nejspíše myšlen španělský Quadalquivir. Héraklés při své cestě došel až k břehům Ókeanu a ten překonal na vypůjčené bárce samotného Hélia-Slunce.
V Pliniově Přírodovědě se uvádí že u břehů Hispanie Baetici, dnešní Andalusie, leží ostrov Gades a v jeho blízkosti ostrov další, na němž kdysi stálo město taktéž nazvané Gades. Tento ostrov měl být Eforem a Filistidem nazýván Erytheia, Timaiem a Silénem Aphrodisias  a místními Junonin ostrov. Jméno Erytheia měl ostrov získat od Féničanů kteří přišli z Rudého moře. Plinius také uvádí podání o tom že Erytheia měla ležet naproti portugalské Lusitánii.